# Rebirth of Mothra 2
Série
Rebirth of Mothra
(1996) Rebirth of Mothra 3
(1998)
Pour plus de détails, voir Fiche technique et Distribution.
Rebirth of Mothra 2 (モスラ2 海底の大決戦, Mosura 2: Kaitei no daikessen) est un film japonais réalisé par Kunio Miyoshi, sorti en 1997.

## Synopsis
Le monstre Dagahra apparaît. Dragon sous-marin crée il y a des années par la civilisation disparue de Nilai Kanai, finalement détruite par sa création. Il se nourrit de pollution et produit des sortes d'étoiles de mer géantes et destructrices.

## Fiche technique
- Titre : Rebirth of Mothra 2
- Titre original : モスラ2 海底の大決戦 (Mosura 2: Kaitei no daikessen)
- Réalisation : Kunio Miyoshi
- Scénario : Masumi Suetani
- Production : Hiroaki Kitayama et Shogo Tomiyama
- Musique : Toshiyuki Watanabe
- Photographie : Yoshinori Sekiguchi
- Montage : Inconnu
- Pays d'origine : Japon
- Format : Couleurs - 1,85:1 - Stéréo - 35 mm
- Genre : Action, aventure et fantastique
- Durée : 97 minutes
- Date de sortie : 24 décembre 1997 (Japon)
- Monstres : Mothra, Dagahra

## Distribution
- Megumi Kobayashi : Moll
- Sayaka Yamaguchi : Lora
- Aki Hano : Belvera
- Taishu Kase
- Atsushi Okuno
- Okayama Hajime